# Berrima
Berrima – miasto w Australii, w stanie Nowa Południowa Walia.